# Hannah Prins
Hannah Prins (Amsterdam, 1997) is een schrijfster, klimaatactiviste, juriste van Extinction Rebellion en ambassadrice van Stop Ecocide,  een organisatie die de grootschalige verwoesting van de natuur strafbaar wil stellen.

## Biografie
Hannah Prins groeide op in Haarlem en volgde daar het vwo aan het Rudolf Steiner College. Ze beoefent karate waarbij ze de bruine band heeft. Prins studeerde Philosophy, Politics and Economics (PPE) aan de Vrije Universiteit Amsterdam. Daarnaast volgde ze een master (klimaat)strafrecht en internationaal recht. Tegelijkertijd schreef Prins samen met Jantijn Anema het boek Je bent jong en je wil wat toekomst. In dit boek riep ze de Nederlandse regering op tot een aanpak van de klimaatverandering. Sinds 2020 doet Prins mee aan klimaatdemonstraties en is ze uitgegroeid tot een van de gezichten van Extinction Rebellion. Tijdens de vreedzame burgerlijkeongehoorzaamheidsdemonstraties tegen fossiele subsidies van 37,5 miljard euro per jaar bij de A12-blokkades op het stuk snelweg tussen het gebouw van de Tweede Kamer en het ministerie van Economische Zaken in Den Haag diende ze als aanspreekpunt van de politie.
Prins verschijnt geregeld in talkshows om te praten over de klimaatcrisis.
Over hun boek hielden Prins en Anema in 2023 in de Deventerschouwburg de Jan Terlouw Lezing. Regelmatig schoof ze aan in de talkshow Buitenhof. Op 27 februari 2024 was Prins samen met Sieger Sloot te gast bij talkshow Vandaag Inside om te praten over de klimaatcrisis. Vaste tafelgast René van der Gijp begreep niet wat Prins en Sloot toevoegden aan de talkshow en was dan ook kritisch op de werkwijze van het duo. De kritiek deerde Prins niet. In hetzelfde jaar was Prins te zien in de kennisquiz De slimste mens. Ze haalde de finaleweek en eindigde als vierde.

## Publicatie
Jantijn Anema en Hannah Prins, voorwoord Jort Kelder, Je bent jong en je wil wat toekomst. Een redelijk radicaal verhaal. Amsterdam, De Geus, 2023. ISBN 9789044549324 ook als luisterboek en E-boek.